# Juan Carlos Trione
Juan Carlos Trione (16 de enero de 1965) es un deportista argentino que compitió en judo. Ganó una medalla de bronce en el Campeonato Panamericano de Judo de 1990 en la categoría de –56 kg.

## Palmarés internacional
| Campeonato Panamericano | Campeonato Panamericano | Campeonato Panamericano | Campeonato Panamericano |
| Año                     | Lugar                   | Medalla                 | Categoría               |
| ----------------------- | ----------------------- | ----------------------- | ----------------------- |
| 1990                    | Caracas (Venezuela)     | Medalla de bronce       | –56 kg                  |